# Svenska Kemisamfundet
Svenska Kemisamfundet (tidigare: Svenska Kemistsamfundet, engelska: The Swedish Chemical Society) bildades 1883 och är en ideell förening med uppdraget att vara kemins röst i Sverige. Via medlemmarnas engagemang kan föreningen driva olika projekt som på olika sätt främjar kemin nu och i framtiden. Föreningen samarbetar också med ett antal nationella och internationella organisationer, t.ex. EuCheMS och IUPAC. Samfundet utger medlemstidningen Kemisk Tidskrift, som produceras av Vetenskapsmedia i Sverige AB. Chefredaktör sedan 2019 är Siv Engelmark. Medlemmarna, ca 4000, omfattar såväl yrkesverksamma kemister och kemiingenjörer som kemilärare och studerande.
För kemiintresserade ungdomar har Kemisamfundet arrangerat Berzeliusdagarna sedan 1956 med syftet att ge svenska gymnasister en inblick i vad det innebär att studera kemi på högskola och vad man jobbar med som kemist. Omkring 350 gymnasieelever deltar årligen i arrangemanget på Stockholms universitet, genom stipendier finansierade av skolor och näringsliv i hela Sverige. Forskare från universitet och industri i landet samt utomlands håller korta, inspirerande föredrag om sin forskning, sin vardag och värdet av naturvetenskaplig utbildning.

## Nomenklaturutskottet
Utskottet arbetar med frågor rörande nomenklatur inom kemiområdet i Sverige. Även om temat är kemi kan frågeställningarna likväl vara mycket skiftande. Det kan alltså handla om fastställande av svenska namn på nya grundämnen likväl som utredningsarbete rörande vad ett begrepp egentligen avser.
Internationellt sker detta arbete via International Union of Pure and Applied Chemistry, IUPAC.

## Kemihistoriska nämnden
Nämnden vänder sig till alla som är intresserade av kemins historia, inte minst lärare och elever. Den bistår med råd, boktips samt föreläsningar.

## Utmärkelser
Svenska Kemisamfundet utdelar följande priser och medaljer
- Norblad-Ekstrand-medaljen, som enligt fondens stadgar utdelas till personer som utmärkt sig genom framstående vetenskaplig forskning på kemins och dess gränsvetenskapers område eller som utfört värdefullt arbete till Svenska Kemistsamfundets fromma.
- Oscar Carlson-medaljen utdelas vart femte år till den svenske kemist som framför andra utmärkt sig genom initiativ eller arbete på det kemiskt-vetenskapliga eller kemiskt-tekniska området. Även mångårigt och hängivet arbete till Svenska Kemistsamfundets fromma kan belönas med medaljen.
- Arrhenius-plaketten utdelas årligen till personer som utmärkt sig genom framstående vetenskaplig forskning på kemins och dess gränsvetenskapers område eller som utfört värdefullt arbete till Svenska Kemistsamfundets fromma.
- Gunnar Starck-medaljen utdelas varje år av Sektionen för kemiundervisningsom belöning för sådan framstående pedagogisk verksamhet, som på olika utbildningsnivåer stimulerar till fortsatta kemistudier, till exempel förtjänstfull lärarverksamhet, läroboksförfattande eller framträdande i radio eller TV.
- Torbern Bergman-medaljen instiftades av Analytiska sektionen 1967 för att hedra Torbern Bergmans betydelse för den analytiska kemins utveckling i Sverige. Medaljen utdelas vid det internationella symposiet Analysdagarna som återkommande anordnas av Analytiska sektionen.
- Bror Holmberg-medaljen utdelas som belöning för framstående kemiska forskningsinsatser. Medaljen skall utdelas vart tredje år men den må även, om särskilda skäl därtill föreligger, utdelas varje eller vartannat år.
- Herman Wold-medaljen utdelas till personer vars insatser har betytt mycket för kemometrins utveckling. Medaljen är instiftade av Kemometrisektionen och delades ut första gången 1995. Herman Wold-medaljen finns i både guld och silver.